# 푸단 대학교 상하이 의대학
푸단 대학교 상하이 의대학(复旦大学上海医学院)는 1902년 10월 27일 첫 개교되어 1908년 10월 1일 전격 개편된 이후 현재에 이르고 있는 중화인민공화국의 역사 길고 유서 깊은 의과 대학교이다.
이전 명칭은 상하이의과대학교(上海医科大学)로, 2000년 푸단 대학교와 합병하여 단과대학이 되었다.